# Калифорнийский покер
«Калифорнийский покер» (California Split) — кинофильм.

## Сюжет
Два неудачника Билл и Чарли постоянно проигрывают. Однажды они встречаются в баре и понимают, что их противоположные натуры дополняют друг друга. Они решают держаться вместе и направляются в самое шикарное казино города. Легендарный игрок неожиданно проигрывает им большую сумму, что не приносит им счастья.

## Актеры
В ролях:
- Джордж Сигал — Билли Денни
- Эллиотт Гулд — Чарли Уотерс
- Энн Прентисс
- Гуэн Уэллс
- Эдвард Уолш
- Джозеф Уолш
- Берт Ремсен